# Medlešice (stacja kolejowa)
Medlešice – stacja kolejowa w miejscowości Chrudim, w kraju pardubickim, w Czechach. Znajduje się na wysokości 260 m n.p.m.
Na stacji nie ma możliwości zakupu biletu, a obsługa podróżnych odbywa się w pociągu.

## Linie kolejowe
- 238 Pardubice - Havlíčkův Brod